# Dalcahue
Dalcahue ist eine Kommune im Süden Chiles. Sie liegt in der Provinz Chiloé auf der gleichnamigen Insel in der Region de los Lagos. Sie hat 13.762 Einwohner und liegt ca. 115 Kilometer südwestlich von Puerto Montt, der Hauptstadt der Region und 15 Kilometer nordöstlich von Castro, der Inselhauptstadt.

## Geschichte
In vorkolonialen Zeiten wurde das Gebiet der heutigen Gemeinde von den Huilliche und den Chono bewohnt, da dort aufgrund der Meerenge ein guter Übergang zur Insel Quinchao möglich war. Auch der Name Dalcahue stammt aus der Sprache der Ureinwohner, dem Mapudungun. Dort bedeutet Dalkawe so viel wie „Ort der Dalcas“, die zum Überfahren auf die Insel Quinchao genutzt wurden. Während einer Expedition von Martín Ruiz de Gamboa 1567 gründete er auch das Dorf Tenaún, das heute an der nördlichen Grenze in der Kommune liegt. In der kolonialen Zeit der Spanier entwickelte sich Dalcahue zu einer gemischten Stadt mit Spaniern und Ureinwohnern. Demzufolge fiel es der Armee der chilenischen Patrioten auch nach der Unabhängigkeitserklärung 1810 schwer, die Insel Chiloé einzunehmen. 1858 wurde der Bau der Kirche begonnen. Während des Erdbebens von 1960 wurden große Teile der am Meer liegenden Orte zerstört und in der Folgezeit wieder aufgebaut.

## Demografie und Geografie
Laut der Volkszählung aus dem Jahr 2017 leben in Dalcahue 13.762 Einwohner, davon sind 6913 männlich und 6849 weiblich. 52,3 % leben in urbanem Gebiet, der Rest in ländlichem Gebiet. Der Hauptsitz der Kommune ist in der Stadt Dalcahue. Daneben gehören noch eine Vielzahl kleinerer Dörfer und Ortschaften zur Kommune, etwa Tenaún, San Juan und Quetalco. Die Kommune hat eine Fläche von 1239,4 km² und grenzt im Norden an Ancud und Quemchi und im Süden an Castro. Über die Straße von Dalcahue ist die Kommune auch mit Curaco de Vélez verbunden. Im Osten und Westen ist Dalcahue umrahmt vom Pazifischen Ozean.
Das Landschaft in Dalcahue ist geprägt von der langen Küste und Hügeln. Im Osten wird viel Landwirtschaft betrieben. Der Westteil der Gemeinde zwischen der Panamericana und dem Pazifischen Ozean ist praktisch unbewohnt, und der dort vorhandene Wald ist im Nationalpark Chiloé geschützt. Teilweise sind die Gebiete auf dem Gelände der Kommune jedoch schwer zugänglich. Auf dem Gelände der Gemeinde liegt der Flughafen Mocopulli, der größte Verkehrsflughafen Chiloés.

## Wirtschaft und Politik
In Dalcahue gibt es 138 angemeldete Unternehmen. Wichtigste Wirtschaftsquellen sind der Tourismus und die Land- und Viehwirtschaft, sowie die Fischerei, insbesondere die Lachszucht. Der aktuelle Bürgermeister von Dalcahue ist der unabhängige Juan Segundo Hijerra Seron. Auf nationaler Ebene liegt Dalcahue im 58. Wahlkreis, unter anderem zusammen mit Castro, Ancud, Hualaihué und Futaleufú.

## Tourismus
Dalcahue gilt als eine typisch chilotische Ortschaft und wird deswegen gerne besucht. Dort befindet sich auch das Museo Histórico Etnográfico, das sich mit der Geschichte der Ureinwohner Chiloés befasst. Des Weiteren befinden sich drei der 16 Holzkirchen, die Teil des UNESCO-Welterbes sind, auf dem Gebiet der Gemeinde: Eine in Dalcahue, eine in Tenaún und eine in San Juan. Der Nationalpark Chiloé ist ebenfalls aufgrund seiner schönen Landschaften ein gerne besuchtes Touristenziel, jedoch liegen die Hauptorte für Touristen nicht in Dalcahue, sondern in der Kommune Chonchi.

## Fotogalerie

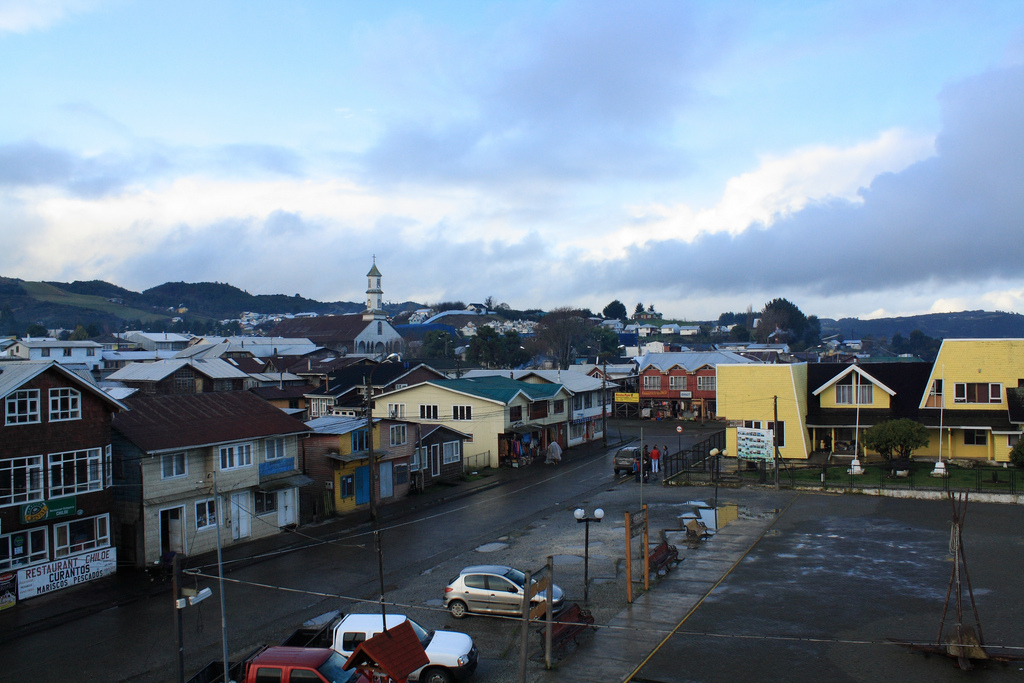
Dalcahue
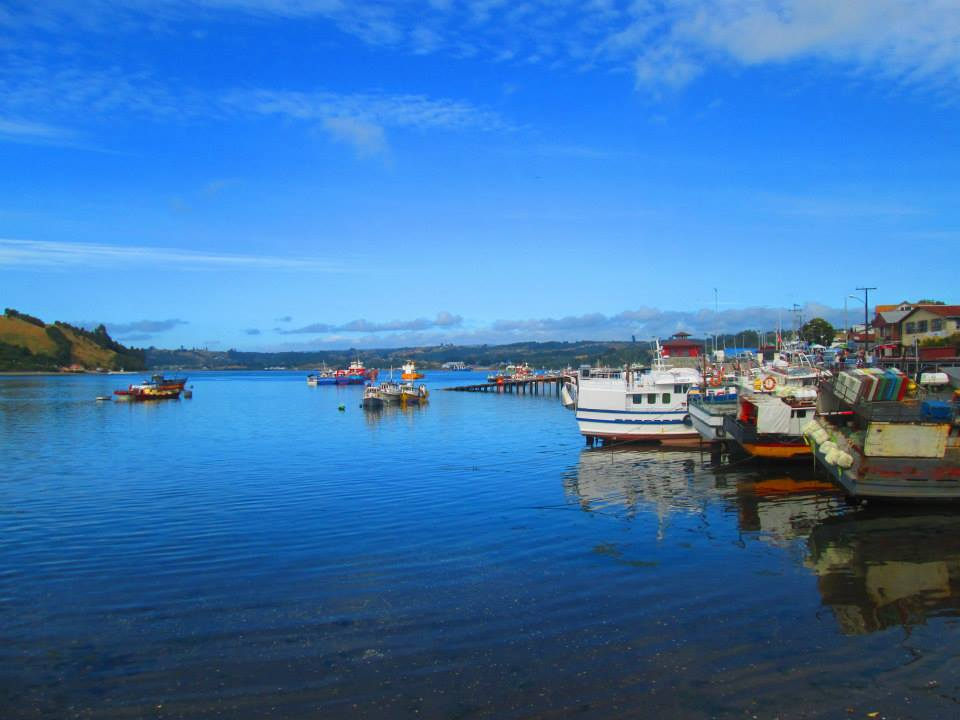
Die Straße von Dalcahue
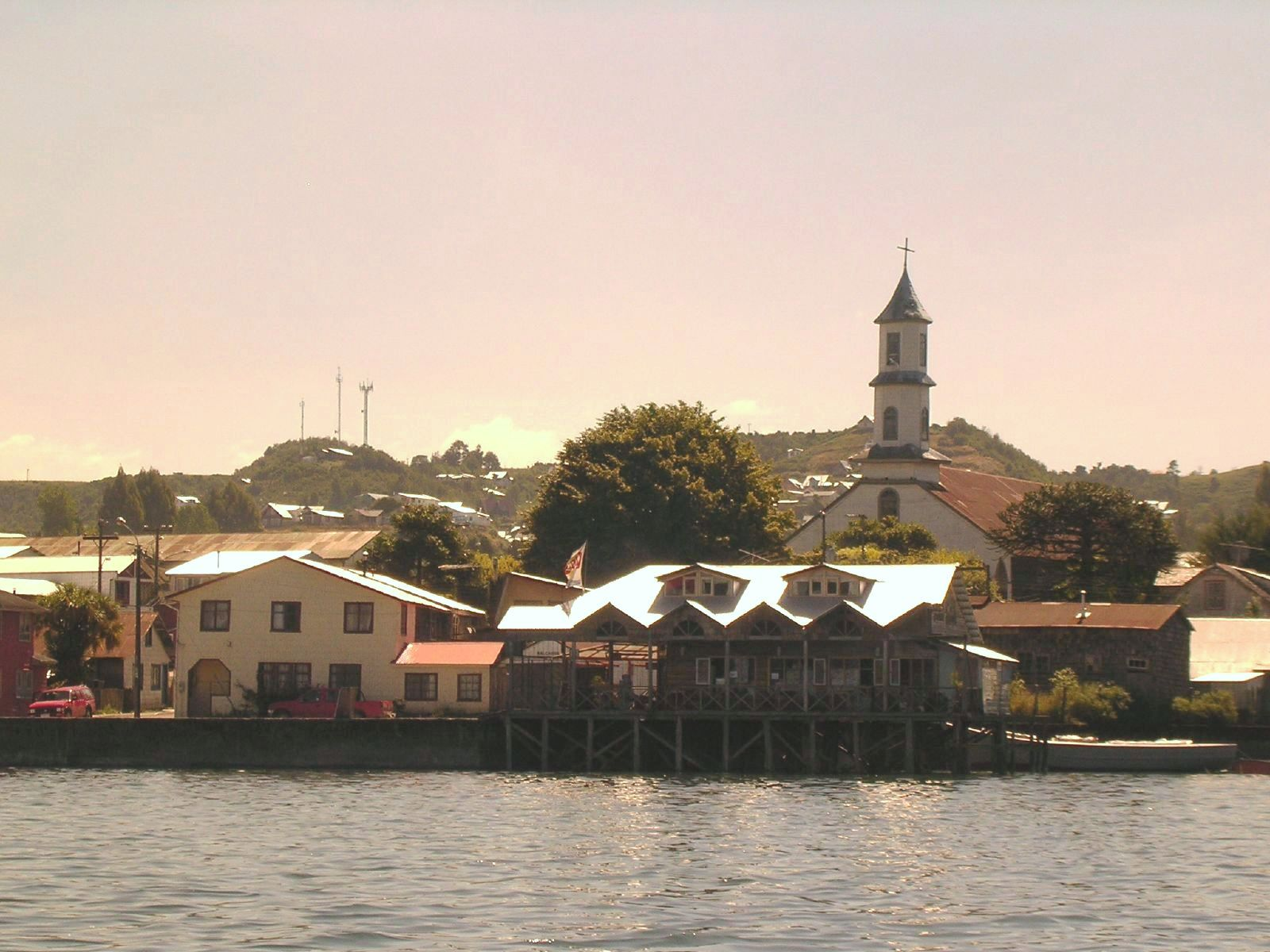
Die Promenade von Dalcahue mit der Holzkirche
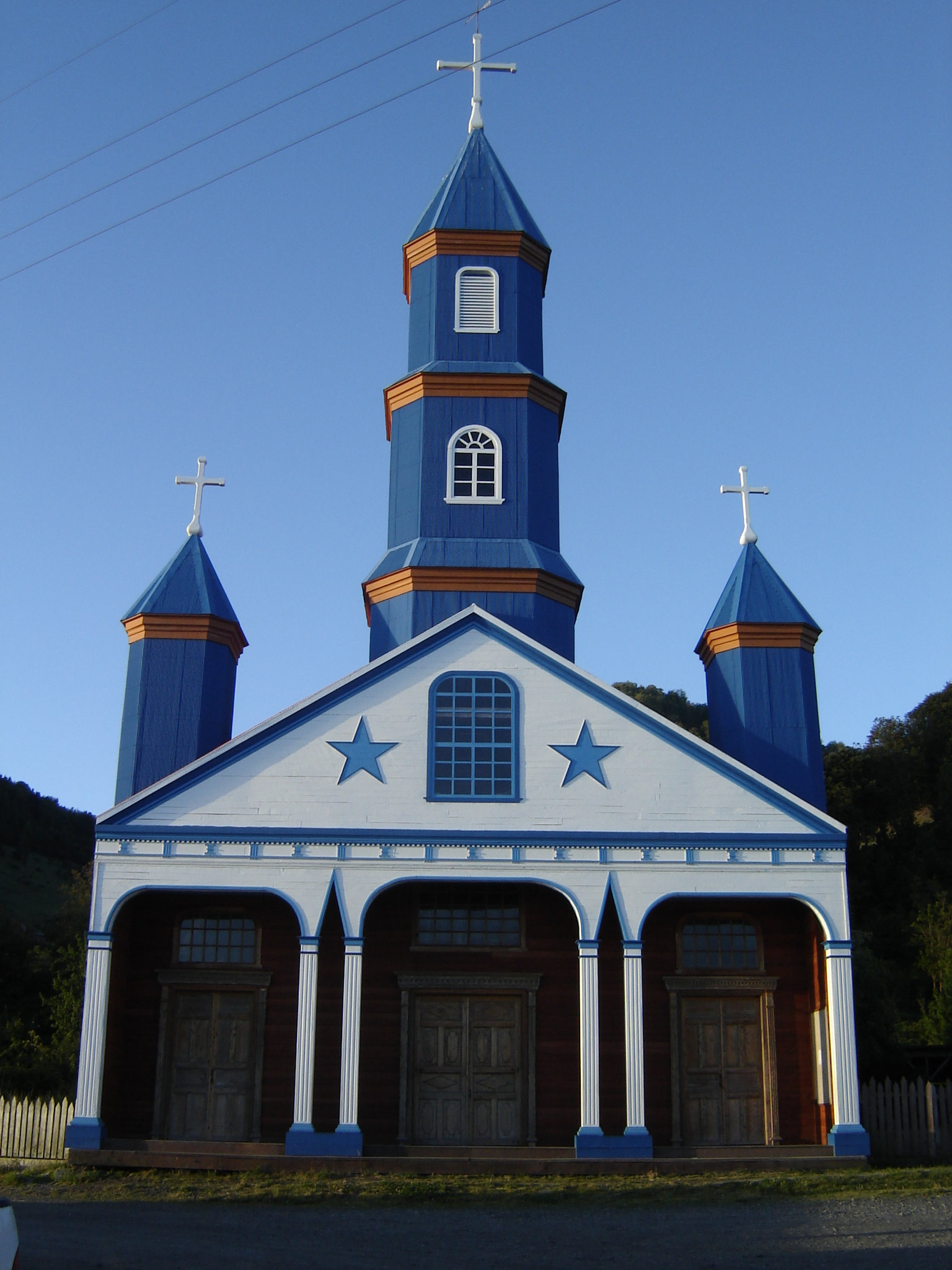
Die Kirche von Tenaún
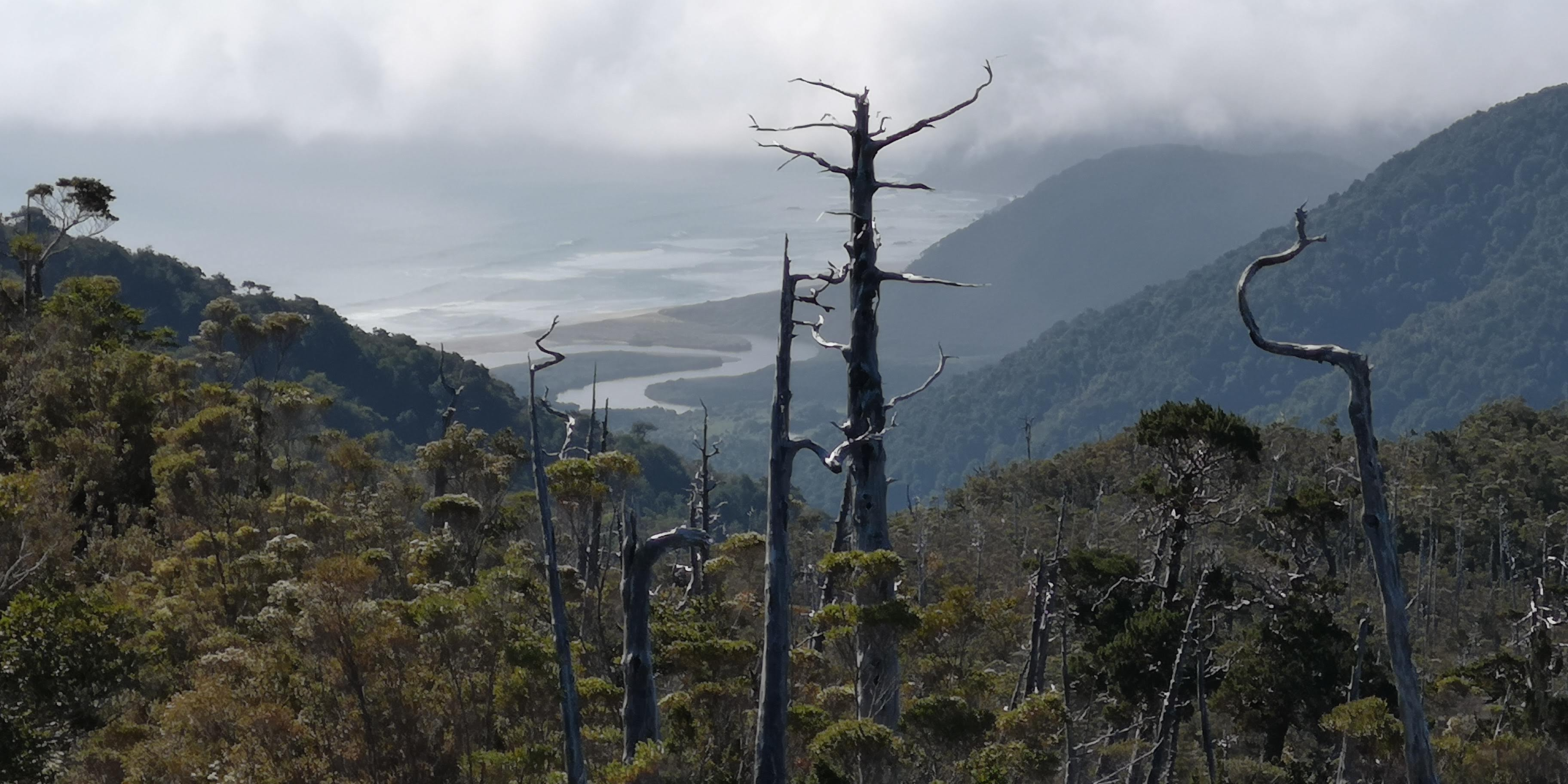
Der Nationalpark Chiloé
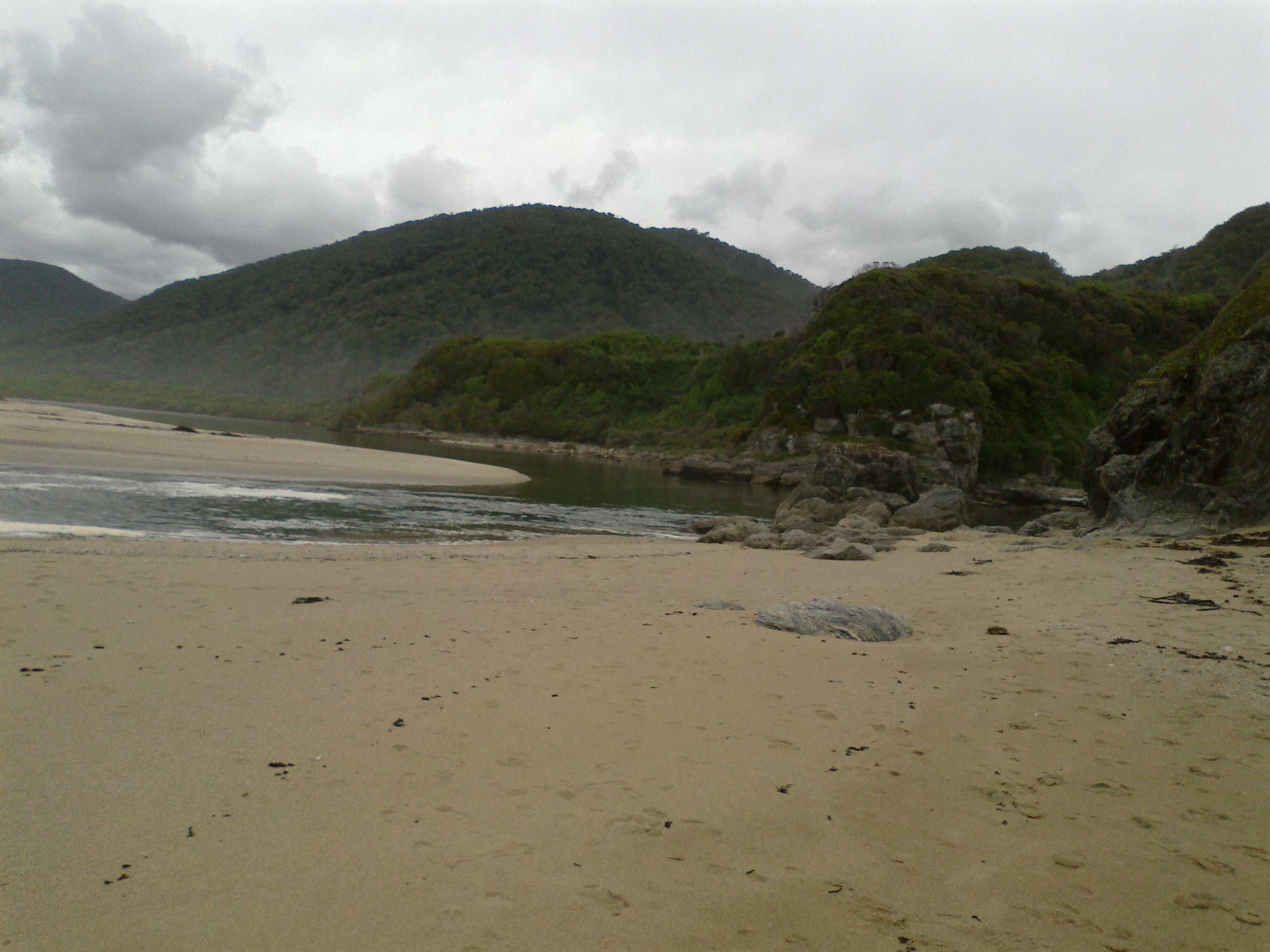
Strand im Nationalpark Chiloé
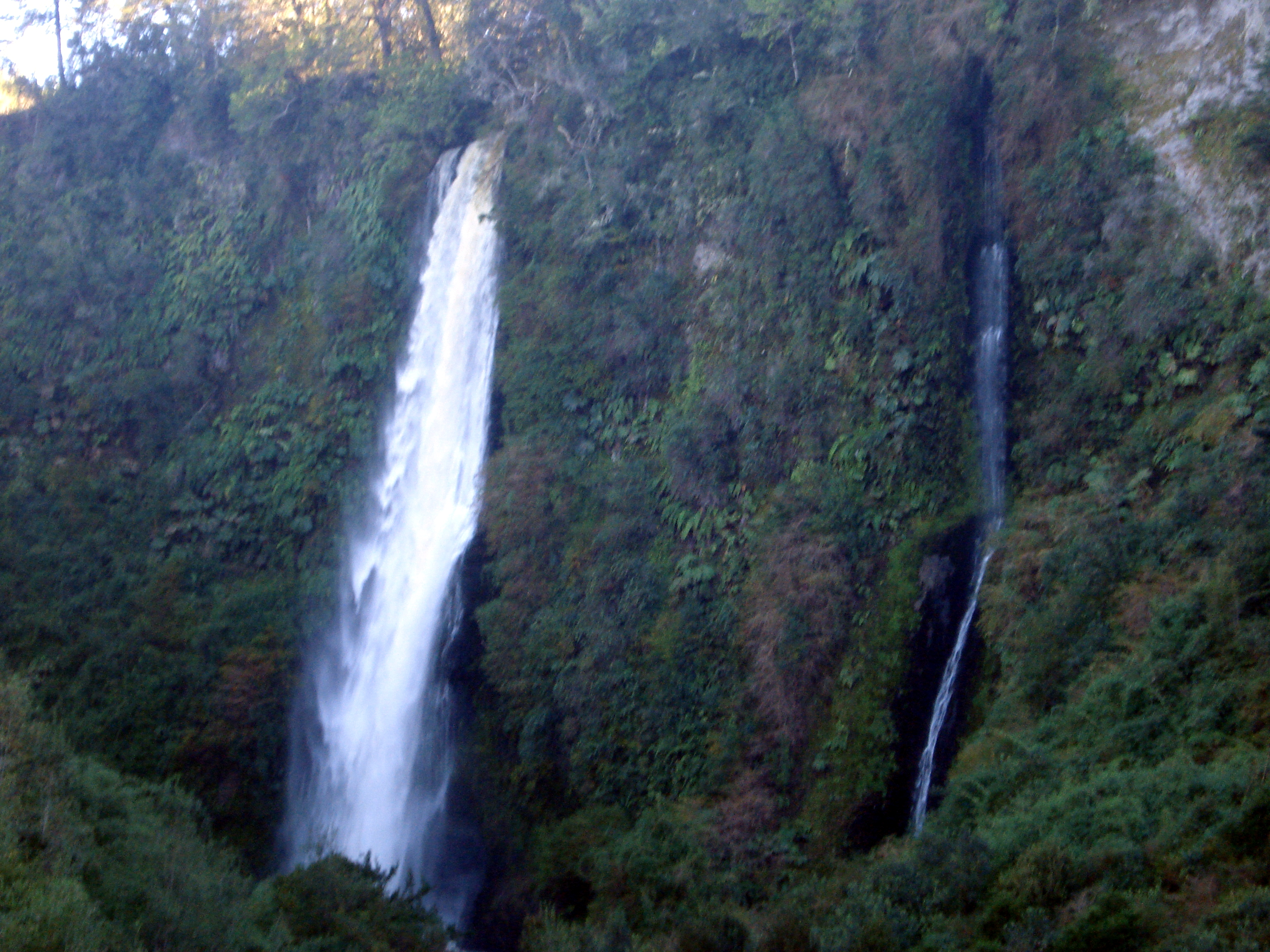
Der Wasserfall von Tocoihue